# Тути фрути бенд
Тути фрути (Tutti Frutti) је била југословенска и хрватска рок група основана осамдесетих под именом Тути фрути Балкан бенд. После две године мењају назив у Тути фрути бенд. Група је позната по хиту Далмацијо о региону Далмација и постала је химна хрватског фудбалског клуба ХНК Хајдук Сплит и његовим навијачима.

## Чланови групе
- Иво Амулић - солиста (1986—1991)
- Марсел Бензон - солиста (1991—1994)
- Ален Нижетић - солиста (1994—1996)
- Томислав Мрдуљаш - гитара (1985—1987)
- Иво Јагњић - водећа гитара
- Здравко Сунара - бубњеви
- Ненад Нинчевић - ритам гитара
- Давор Пастуовић - бас-гитара
- Мирослав Мише - клавијатуре

## Фестивали
- 1986. Загреб - Нисмо сви анђели
- 1988. Сплит - Ајда, ајда, опајда
- 1989. Сплит - Кад сам био лијеп и млад, трећа награда публике
- 1989. МЕСАМ - Док гитара свира, победничка песма
- 1990. Загреб - Хирошима
- 1992. Сплит - Моја драга иде у морнаре
- 1992. Сплит - Само ову мрву душе (Соло Иво Амулић)
- 1993. Опатија - Што ћу с њом (Соло Иво Амулић)
- 1993. Дора, Опатија - Одлазим (Соло Иво Амулић), пето место
- 1993. Сплит - Црни лабуд
- 1993. Мелодије хрватског Јадрана - Ти не знаш што је бол (Соло Иво Амулић)
- 1993. Задар - Препливат' ћу олујно море (Соло Иво Амулић)
- 1994. Дора, Опатија - Вјеруј ми (Соло Иво Амулић), дванаесто место
- 1994. Сплит - Ти си моја тонбула
- 1994. Мелодије хрватског Јадрана - Срце од папира (Соло Иво Амулић)
- 1994. Задар - Знам, другог си вољела (Соло Иво Амулић)
- 1995. Сплит - Утјеха (Соло Иво Амулић)
- 1996. Дора, Опатија - Сјети се, треће место
- 1996. Сплит - Склопи очи мала (Соло Иво Амулић)
- 1996. Мелодије хрватског Јадрана - Жута ружа (Соло Иво Амулић)
- 1996. Етнофест, Неум - Далмацијо
- 1997. Сплит - Море зна (Соло Иво Амулић)
- 1997. Сплит - Далматинци липо пивају (Вече Ноћ Далмације)
- 1998. Мелодије хрватског Јадрана - На рубу понора (Соло Иво Амулић)
- 1998. Мелодије Мостара - Липа мала, што ме гледаш (Соло Иво Амулић)
- 1999. Мелодије хрватског Јадрана - Реци (Соло Иво Амулић)
- 1999. Мелодије Мостара - Не дај другој да ме љуби (Соло Иво Амулић)
- 2000. Мелодије хрватског Јадрана - Она (Соло Иво Амулић)
- 2001. Сплит - Издајица (Соло Иво Амулић)
- 2001. Радијски фестивал, Водице - Сиромаси (Соло Иво Амулић)
- 2002. Сплит - Да ме сад на главу баце (Соло Иво Амулић)
- 2005. Сплит - Уморило ме море (Соло Иво Амулић)
- 2005. Сунчане скале, Херцег Нови - Увијек све ти опростим
- 2006. Сплит - Мени је липо
- 2006. Сунчане скале, Херцег Нови - Море љубави
- 2007. Хрватски радијски фестивал - Вјечна љубав
- 2007. Сплит - Што се догађа (Соло Иво Амулић)
- 2007. Златне жице Славоније, Пожега - Пиво и текила
- 2008. Мелодије хрватског југа, Опузен - Романтичан од себе
- 2008. Хрватски радијски фестивал - Романтичан од себе
- 2008. Пјесма Медитерана, Будва - Пиво и текила
- 2008. Загреб - Боже, дај ми снаге (Соло Иво Амулић)
- 2009. Мелодије хрватског југа, Опузен - Моја ти љубав више не треба
- 2009. Хрватски радијски фестивал - Моја ти љубав више не треба
- 2016. Сплит - Не знам који вјетар пуше (Ауторско вече Момчила Попадића, соло Иво Амулић)

## Дискографија

### Албуми
- Брзи влак у ногама (1986)
- Горе изнад облака (1987)
- Ствари лагане (1988)
- Крила лептира (1989)
- Опусти се и уживај (1990)
- Возио сам цијелу ноћ (1992)
- Руже и вино (1996)

### Компилације
- Ствари лагане (1997)
- Златна колекција (2007)